# John Edwin Ashley Williams
John Edwin Ashley Williams (6 de Maio de 1919 - 29 de Março de 1944) foi um piloto e ás da aviação australiano durante a Segunda Guerra Mundial. Ele serviu na Real Força Aérea Australiana e combateu no Médio Oriente e no Norte de África adido à Real Força Aérea (RAF), e foi um dos prisioneiros assassinados pela Gestapo depois da "Grande Fuga" em 1944. Ele comandou o Esquadrão N.º 450 com o posto de Líder de esquadrão durante três dias, antes de ser capturado em 1942.